# Zul Kifl Salami
Zul Kifl Salami est un homme politique béninois.

## Vie et Formations
Zul Kifl Salami commence ses études secondaires au collège protestant de Cotonou ensuite au Lycée Béhanzin de Porto-Novo. Durant son cursus il est lauréat du prix d'excellence, prix des ambassades de  France et de l’Allemagne, 1er prix de mathématique, de chimie et d’allemand et le 2e prix de français et en histoire. Continue ses études au Lycée Béhanzin où il obtient l'examen probatoire (ex-baccalauréat 1re partie série mathématique). Il poursuit ses études à Paris a l'école nationale des Mines puis à l'école nationale de pétrole et des moteurs (Paris Rueil Malmaison), avant de se spécialiser en ingénierie de ciment. Par la suite il obtient un philosophical doctorate (Ph. D) à l'université de Californie avec le thème de sa thèse (Proposition d'une nouvelle stratégie et d'un nouveau mécanisme pour relancer le développement économique des pays africains),.

## Carrières
Zul Kifl Salami a été ministre du Plan, de la stratégie et de l'analyse économique,[réf. à confirmer]. Il a également occupé la fonction de ministre d'État chargé de la planification et du développement . Il a été aussi Gouverneur de la banque mondiale[réf. à confirmer], de la banque africaine de développement, et de la banque islamique de développement, coordonnateur internationale des fonds européen de développement, membre du conseil des ministres de l'union monétaire ouest africaine, membre de la commission des Nations unies pour l'Afrique, aussi de la Communauté économique des États de l'Afrique de l'Ouest (CEDEAO), chargé de mission du président de la république du Bénin, ministre d'État au Centrafrique.

## Œuvre sociale
Zul kifl Salami a une fondation qui porte son nom et qui sensibilise la communauté à la culture de la paix, de la tolérance et de la solidarité pour un monde meilleur et en occurrence pour un Bénin uni et prospère.